# Cepeda
|  | Aquest article tracta sobre el poble de Castella i Lleó. Vegeu-ne altres significats a «Cepeda (cantant)». |

Cepeda és un municipi de la província de Salamanca a la comunitat autònoma de Castella i Lleó.

## Demografia
| 1991 | 1996 | 2001 | 2004 |
| ---- | ---- | ---- | ---- |
| 598  | 554  | 494  | 478  |